# Новий Приорськ (гміна Ярчів)
Новий Приорськ (пол. Nowy Przeorsk) — селище у Польщі, в Люблінському воєводстві Томашовського повіту, ґміни Ярчів.